# Kłudno Stare
Kłudno Stare (do 2009 Stare Kłudno) – wieś sołecka w Polsce położona w województwie mazowieckim, w powiecie grodziskim, w gminie Grodzisk Mazowiecki.
W latach 1975–1998 miejscowość administracyjnie należała do województwa warszawskiego. Do końca 2008 nosiła nazwę Stare Kłudno.
W parku zabytkowym 3 pomnikowe drzewa: miłorząb dwuklapowy (2,1 m), lipa drobnolistna (3,6 m) i jesion wyniosły (3,1 m) 
We wsi znajduje się kaplica Narodzenia Najświętszej Maryi Panny należąca do parafii Przemienienia Pańskiego w Żukowie. Mieści się w dawnym, przebudowanym budynku szkoły z 1939.

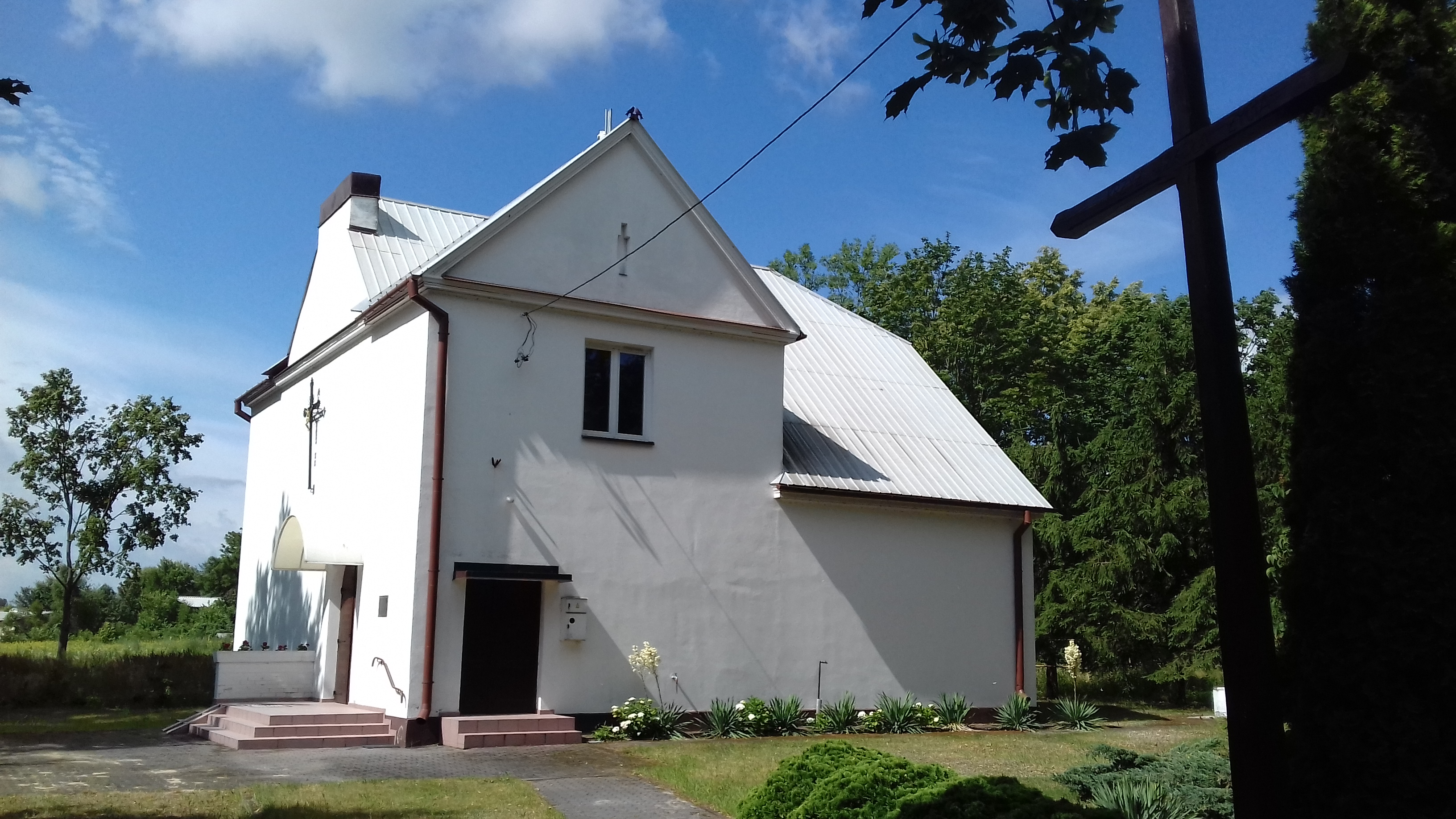
Kaplica Narodzenia NMP